# Першково (Владимирская область)
Першково — деревня в Гусь-Хрустальном районе Владимирской области России, входит в состав муниципального образования «Посёлок Красное Эхо».

## География
Деревня расположена в 20 км на юго-восток от центра поселения посёлка Красное Эхо и в 28 км на северо-восток от Гусь-Хрустального.

## История
Деревня Першково впервые упоминается в переписных книгах монастырских и церковных земель Владимирского уезда 1637-47 годов в составе Губцевского прихода. В соответствии со списком населенных мест Владимирской губернии 1859 года в деревне Першково имелось 62 двора.
В XIX и первой четверти XX века деревня входила в состав Давыдовской волости Меленковского уезда, с 1926 года — в составе Гусевского уезда. В 1859 году в деревне числилось 62 двора, в 1905 году — 93 двора, в 1926 году — 139 дворов.
С 1929 года деревня являлась центром Першковского сельсовета Гусь-Хрустального района, с 1940 года — в составе Губцевского сельсовета, с 1969 года — в составе Семеновского сельсовета, с 2005 года деревня в составе муниципального образования «Посёлок Золотково».

## Население
| 1859 | 1897 | 1905 | 1926 | 2002 | 2010 | 2021 |
| ---- | ---- | ---- | ---- | ---- | ---- | ---- |
| 402  | ↗531 | ↗613 | ↗746 | ↘90  | ↘61  | ↘40  |